# Ulvsundabrakteaten

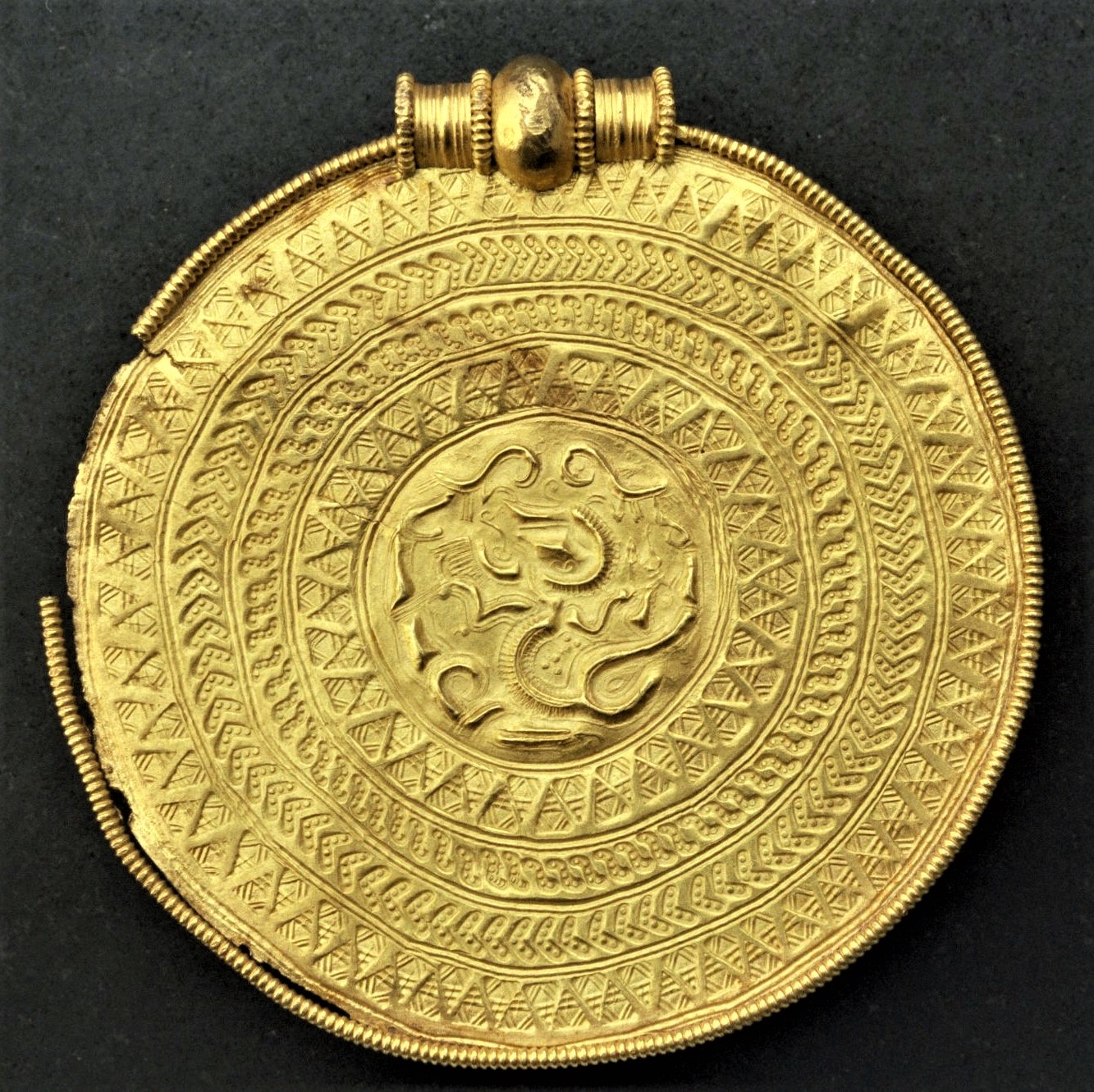
Ulvsundabrakteaten, som påträffades 1945 i Johannesfredsområdet i Ulvsunda, finns nu i Guldrummet på Historiska museet i Stockholm.

Ulvsundabrakteaten är en brakteat, som hittades 1945 vid Stångjärnsvägen i Johannesfred i Ulvsunda i Bromma, Stockholm. Det är en guldbrakteat, ett hängsmycke, ett ensidigt präglat smycke från folkvandringstiden och den är daterad till 500-talet e.Kr. Fyndplatsen låg på en ö under vid den tiden. Ulvsundabrakteaten är av B-typ och den finns utställd i Guldrummet på Statens historiska museum (SHM) i Stockholm. Den har inventarienummer 23374 med SHM föremålsidentitet 108908.

## Brommas finaste guldfynd
Brakteaten är Brommas finaste guldfynd enligt Birger Nerman i Bromma Hembygdsförenings Årsskrift 1947, och de hör också till de större bland de kända brakteaterna. Som förlaga har brakteaterna en gång haft romerska myntpräglingar med kejsarens bild. Man antar att brakteater har varit kvinnosmycken. De flesta brakteaterna som har påträffats har hittats ensamma eller i skatter. Namnet brakteat kommer från det latinska bractea, som betyder tunn plåt eller metallbleck. Brakteater förekommer spridda över Europa, men är vanligast i Sverige, Danmark och Norge. Guldbrakteaterna brukar dateras till år 450 – 540 e.Kr, det vill säga till folkvandringstidens senare del. Ulvsundabrakteaten, som är en B-typbrakteat och är daterad till 500-talet e.Kr. är den minst vanliga typen. Den har diametern 8,3 x 7,9 cm, men den är samtidigt en av de största som påträffats i Stockholm med omgivningar.
Brakteaten påträffades 1945 vid schaktning inför ett nybygge av ett HSB-hus i kvarteret Jästsvampen nr 1 vid Stångjärnsvägen i Johannesfred. Den hittades under en stor sten över vilken hade stått barrträd. Upphittaren var arbetaren Martin Hedebys. I en inventarierapport efter inlösen citeras upphittaren som menar att "det såg ut som om den stuckits in under stenen" (SHM inv. 23374). Bengt Lindberg beskriver i sin bok Brommabygden från 1957: "Under en trädrot låg en stor sten. När den togs bort, fick arbetaren syn på något, som liknade locket till en gammal snusdosa. Han tog upp locket och gick med det till en guldsmed, som i sin tur lämnade det till Statens historiska museum. Här såg man genast, att det var en brakteat, det vill säga en tunn plåt av guld, som bara är präglad på ena sidan. Under folkvandringstiden användes sådana plåtar som smycken. På brakteaten kan man se en skäggig krigare, som tar ett högt språng. Ovanför hans huvud flyger två fåglar. Ulvsundabrakteaten är den första som hittats i Stockholm och dess omgivningar."

## Ornamentiken i mittpartiet

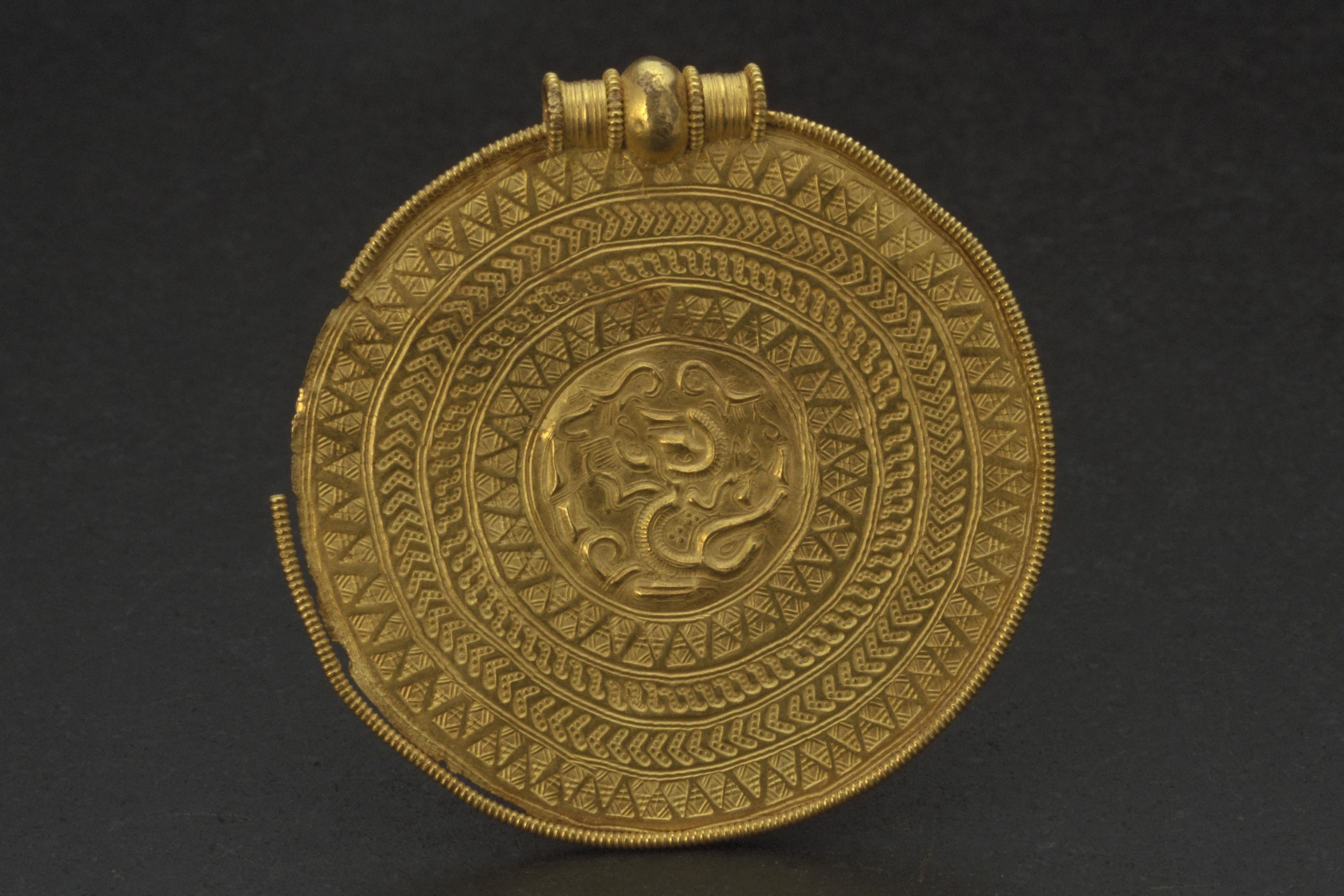
Brommas finaste guldfynd, Ulvsundabrakteaten, är ett ensidigt präglat hängsmycke från folkvandringstiden 400-549 e.Kr.

Brakteaterna är indelade i olika typer baserade på deras bildmotiv. Riksantikvarien Oscar Montelius hade i sin avhandling 1869 en förteckning över guldbrakteater funna i Sverige, Norge, och Danmark. I en skrift från år 1900 delade Montelius in brakteaterna i fyra grupper (typ A, B, C och D). Guldbrakteaterna ingår i följande fem grupper med utgångspunkt från myntens mittfigurer. Dessa är A-typen, som har ett huvud i profil ("visar endast bröstbilden av människa"), B-typen, som har en, eller högst tre figurer ("visar hela människofigurer"), C-typen, som har ett fyrfota djur med manshuvud ovanpå ("har en framställning av ett människohuvud över ett fyrfotadjur"), D-typen, vars mittfigur består av ett stiliserat djur ("visar en eller flera djurfigurer, men inga människohuvuden") samt F-typen, vars mittfigur består av en åsna omgiven av små pärlor.
Ulvsundabrakteaten, som är av B-typ, har ett mittparti med en diameter på 3 cm och som är omgivet av fyra zoner med stämpelornamentik. Den dateras till folkvandringstid, troligen mitten av 500-talet och den tillhör en grupp som inte är så vanlig. Den utgörs av en starkt stiliserad bild beskrivet som en "man, som tydligen befinner sig i våldsamt språng. Bägge benen äro uppåtsvängda, så att han egentligen svävar i luften … … Mannen på Ulvsundabrakteaten håller huvudet tillbakakastat. Håret liknar närmast en hjälmkam. Ögat är tydligt angivet och har spetsoval form. Mannen bär mustascher, och under den spetsiga, skäggliknande hakan ses en rad parallella streck, som tydligen skola beteckna skägg. Ovanför huvudet befinna sig två mot varandra vända fåglar". Så har den dåvarande direktören för Historiska museet professor Birger Nerman beskrivit ornamentiken i mittpartiet i Bromma Hembygdsförenings årsbok 1947. Bengt Lindberg säger vidare i sin bok Brommabygden från 1957 att mannen på brakteaten ser ut som "en skäggig krigare, som tar ett högt språng. Ovanför hans huvud flyger fåglar". År 2010 beskriver däremot Michael Neiß, vid institutionen för arkeologi och antik historia vid Uppsala universitet, Ulvsundabrakteatens figurativa ornamentik som föreställande "en skäggprydd "akrobat" med benen i vädret och händerna i sina hårtofsar som eventuellt slutar i djurhuvuden".
Ornamentiken har stora likheter med ett tidigare fynd ifrån Söderby i Danmarks socken i Uppland där 4 brakteater gjorda med samma stamp påträffats. Dessa är också brakteater av guld av B-typ, men saknar ögla. I en artikel i Fornvännen frågar sig författarna om inte dessa B-brakteater kan ha gjorts av samma mästare som också gjorde Ulvsundabrakteaten. Redan 1947 skrev dock professor Birger Nerman att det är några subtila men ändå smärre avvikelser som skiljer dessa brakteater ifrån varandra "varför de icke kunna förfärdigats med samma stamp". Dock tänker sig Nerman att det rör sig om en mellansvensk typ av brakteat, där förstadier kan skönjas i en brakteat från sydöstra Norge, från Sletner i Östfold. Sletnerfynden innehåller bland annat 17 guldbrakteater, som finns utställda i Kulturhistorisk museum (KHM) i Oslo. I Sverige har man påträffat närmare 200 guldbrakteater, främst på Öland, Gotland, i Bohuslän, Västergötland och sydvästra Skåne. Förutom i Sverige har man också påträffat guldbrakteater i Danmark, sydvästra Norges kust och i området runt Oslofjorden. I Norden förekom brakteater under forntiden främst under 400- och 500-talen.

## Fyndplatsen
Fyndplatsen för Ulvsundabrakteaten ligger vid infarten till den farled som då sträckte sig från Ulvsunda till närheten av sjön Judarn. Både Birger Nerman och Nils Ringstedt lyfter fram den topografiska vikten av fyndplatsen och redogör för betydelsen av farleden längs Ulvsundasjön in i Bällstaviken och ut i Brunnsviken samt åt sydväst mot Mälaröarna Även Ingrid Johansson tänker sig också Ulvsunda, som ju var en ö under 500-talet som Ulvön – Odens ö.

## Några andra fornminnen nära brakteatens fyndplats
Nära fyndplatsen där brakteaten låg fanns gravfälten RAÄ 23 och RAÄ 21. Dessa gravfält, som daterades till yngre järnålder, är utgrävda och borttagna. De låg 50 m nordväst och 75 m väster om brakteatens fyndplats. Gravfältet RAÄ 26, som är av yngre järnålderskaraktär, ligger 200 m nordost om fyndplatsen. Cirka 150 m väster om denna ligger RAÄ  25, som är en husgrundsterrass på krönet av en bergsrygg som enligt Nils Ringstedt liknar platåhusterrassen i Karsvik. Husgrundsterrassen i Johannesfred kan tänkas utgöra en del av gårdsbebyggelsen intill dessa gravfält. Förutom brakteaten finns hittills inga lämningar från mellersta järnålder i området, men cirka 1,5 km i riktning mot väster ligger gravfältet RAÄ 39, som är Gliagravfältet. Det är delvis undersökt med äldsta fynd daterat till 500-talet. Nära det kvarter där guldbrakteaten påträffades ligger utgrävda fornlämningar från yngre järnålder, som sannolikt tillhörde Linta gård och 1 km bort ligger RAÄ 28, som är Lintagravfältet. Det är daterat till cirka 600-1100-tal.
År 1904 hittades Sveriges största bevarade guldskatt på Timboholms ägor några kilometer öster om Skövde i Västergötland. Guldet i Timboholmsskatten var av 23-24 karat och varmt gyllengult. Förmodligen hade romerska guldmynt, solidi, smälts ner och formats om till de ringar och tackor som ingick i fyndet. Guldskatten finns nu på Historiska museet.